# Associazione Calcio Brescia 1973-1974
Questa voce raccoglie le informazioni riguardanti l'Associazione Calcio Brescia nelle competizioni ufficiali della stagione 1973-1974.

## Stagione
Alcune rondinelle lasciano Brescia per salire in Serie A: Bernardo Busi al Genoa, Fausto Inselvini alla Lazio dove vincerà lo scudetto, Vincenzo Guerini alla Fiorentina dove arriverà in nazionale prima del drammatico incidente stradale che lo costringerà a rinunciare alla carriera di giocatore e iniziare quella di allenatore. 
A Brescia arrivano Domenico Casati dal Perugia, dalla Reggina viene acquistato il centrocampista Gianfranco Bellotto, dal Brindisi proviene Roberto Franzon, dalla Ternana arriva l'ala Salvatore Jacolino. A novembre torna a Brescia dalla Fiorentina il difensore Giovanni Botti. 
La stagione del Brescia è ancora anonima, un girone di andata con tre vittorie e otto sconfitte, con un umiliante 5-0 rimediato a Terni. Meglio il ritorno, ma si chiude il torneo con solo due punti sopra la zona calda. 
Nel secondo girone di Coppa Italia le rondinelle non superarono il primo turno, chiudendo in testa il proprio girone in coabitazione con la Lazio ma mancando la qualificazione al secondo turno per via della peggior differenza reti rispetto ai laziali, davanti alla Roma, al Varese ed al Novara.

## Rosa
| N. |                   | Ruolo | Calciatore          |
| -- | ----------------- | ----- | ------------------- |
|    | Italia (bandiera) | P     | Ruggero Casari      |
|    | Italia (bandiera) | P     | Ernesto Galli       |
|    | Italia (bandiera) | P     | Roberto Tancredi    |
|    | Italia (bandiera) | D     | Alberto Aceti       |
|    | Italia (bandiera) | D     | Claudio Berlanda    |
|    | Italia (bandiera) | D     | Giovanni Botti      |
|    | Italia (bandiera) | D     | Luigi Cagni         |
|    | Italia (bandiera) | D     | Domenico Casati     |
|    | Italia (bandiera) | D     | Angelo Del Favero   |
|    | Italia (bandiera) | D     | Sergio Facchi       |
|    | Italia (bandiera) | D     | Angiolino Gasparini |
|    | Italia (bandiera) | C     | Evaristo Beccalossi |

| N. |                   | Ruolo | Calciatore            |
| -- | ----------------- | ----- | --------------------- |
|    | Italia (bandiera) | C     | Gianfranco Bellotto   |
|    | Italia (bandiera) | C     | Ciro Bilardi          |
|    | Italia (bandiera) | C     | Franco Castelletti    |
|    | Italia (bandiera) | C     | Giorgio Fanti         |
|    | Italia (bandiera) | C     | Roberto Franzon       |
|    | Italia (bandiera) | C     | Salvatore Jacolino    |
|    | Italia (bandiera) | A     | Adriano Abate II      |
|    | Italia (bandiera) | A     | Ezio Bertuzzo         |
|    | Italia (bandiera) | A     | Francesco Cinquepalmi |
|    | Italia (bandiera) | A     | Vincenzo Marino       |
|    | Italia (bandiera) | A     | Egidio Salvi          |
|    | Italia (bandiera) | A     | Augusto Serpelloni    |

## Risultati

### Serie B

#### Girone di andata
| Arbitro: | Reggiani (Bologna) |

|          |           |  |
| Majo 83’ | Marcatori |  |

| Arbitro: | Trinchieri (Reggio Emilia) |

|                                |           |                     |
| Bellotto 43’, 87’ Bertuzzo 59’ | Marcatori | 25’ (rig.) Bonfanti |

| Arbitro: | Menicucci (Firenze) |

|                |           |            |
| Stefanello 36’ | Marcatori | 24’ Marino |

| Arbitro: | Michelotti (Parma) |

|              |           |          |
| Bertuzzo 21’ | Marcatori | 49’ Enzo |

| Arbitro: | Lenardon (Siena) |

|           |           |                   |
| Urban 12’ | Marcatori | 62’ (aut.) Scarpa |

| Brescia 4 novembre 1973 6ª giornata | Brescia         | 0 – 0 | Avellino | Stadio Mario Rigamonti\| Arbitro: \| Lattanzi (Roma) \| |
| Arbitro:                            | Lattanzi (Roma) |       |          |                                                         |

| Arbitro: | Martinelli (Catanzaro) |

|                                                |           |  |
| Jacolino 61’ Castelletti 65’ Bertuzzo 79’, 86’ | Marcatori |  |

| Arbitro: | Casarin (Milano) |

|             |           |            |
| Calloni 26’ | Marcatori | 83’ Facchi |

| Brescia 25 novembre 1973 9ª giornata | Brescia                     | 0 – 0 | Parma | Stadio Mario Rigamonti\| Arbitro: \| Moretto (San Donà di Piave) \| |
| Arbitro:                             | Moretto (San Donà di Piave) |       |       |                                                                     |

| Arbitro: | Trinchieri (Reggio Emilia) |

|                |           |  |
| Pellizzaro 20’ | Marcatori |  |

| Arbitro: | Turiano (Reggio Calabria) |

|                                     |           |                  |
| Franzon 40’ Bertuzzo 47’ Facchi 67’ | Marcatori | 58’, 62’ Mujesan |

| Arbitro: | Reggiani (Bologna) |

|                                                   |           |  |
| Scarpa 13’ Gritti 22’, 81’ Crivelli 58’ Rossi 62’ | Marcatori |  |

| Brindisi 23 dicembre 1973 13ª giornata | Brindisi    | 0 – 0 | Brescia | Stadio Comunale\| Arbitro: \| Calì (Roma) \| |
| Arbitro:                               | Calì (Roma) |       |         |                                              |

| Brescia 30 dicembre 1973 14ª giornata | Brescia             | 0 – 0 | Catania | Stadio Mario Rigamonti\| Arbitro: \| Menicucci (Firenze) \| |
| Arbitro:                              | Menicucci (Firenze) |       |         |                                                             |

| Arbitro: | Chiapponi (Livorno) |

|            |           |  |
| Traini 61’ | Marcatori |  |

| Arbitro: | Menegali (Roma) |

|  |           |          |
|  | Marcatori | 70’ Gola |

| Arbitro: | Calì (Roma) |

|              |           |  |
| D'Angelo 13’ | Marcatori |  |

| Arbitro: | Turiano (Reggio Calabria) |

|  |           |           |
|  | Marcatori | 31’ Goffi |

| Arbitro: | Prati (Parma) |

|           |           |  |
| Rizzo 35’ | Marcatori |  |

#### Girone di ritorno
| Arbitro: | Vannucchi (Bologna) |

|                       |           |  |
| Fanti 32’ Franzon 40’ | Marcatori |  |

| Arbitro: | Lattanzi (Roma) |

|                                  |           |              |
| Merighi 44’ (rig.) Trinchero 58’ | Marcatori | 41’ Bertuzzo |

| Arbitro: | Gialluisi (Barletta) |

|                           |           |                 |
| Bertuzzo 63’ Jacolino 73’ | Marcatori | 90’ Francesconi |

| Arbitro: | Barboni (Firenze) |

|          |           |                          |
| Ghio 34’ | Marcatori | 13’ Franzon 27’ Bertuzzo |

| Brescia 10 marzo 1974 24ª giornata | Brescia                | 0 – 0 | Perugia | Stadio Mario Rigamonti\| Arbitro: \| Martinelli (Catanzaro) \| |
| Arbitro:                           | Martinelli (Catanzaro) |       |         |                                                                |

| Arbitro: | Lenardon (Siena) |

|                |           |  |
| Roccotelli 18’ | Marcatori |  |

| Arbitro: | Trono (Torino) |

|                 |           |              |
| Magistrelli 64’ | Marcatori | 58’ Jacolino |

| Arbitro: | Barbaresco (Cormons) |

|             |           |             |
| Bertuzzo 8’ | Marcatori | 62’ Ramella |

| Arbitro: | Chiapponi (Livorno) |

|            |           |              |
| Regali 78’ | Marcatori | 60’ Jacolino |

| Arbitro: | Porcelli (Lodi) |

|                  |           |  |
| Botti 73’ (rig.) | Marcatori |  |

| Arbitro: | Calì (Roma) |

|                 |           |  |
| Musa 86’ (rig.) | Marcatori |  |

| Arbitro: | Gonella (Torino) |

|           |           |                   |
| Fanti 56’ | Marcatori | 67’ (aut.) Casati |

| Arbitro: | Michelotti (Parma) |

|                  |           |  |
| Botti 57’ (rig.) | Marcatori |  |

| Arbitro: | Levrero (Genova) |

|              |           |                          |
| Spagnolo 24’ | Marcatori | 27’ Franzon 90’ Jacolino |

| Arbitro: | Angonese (Mestre) |

|           |           |             |
| Fanti 43’ | Marcatori | 24’ Galuppi |

| Arbitro: | Moretto (San Donà di Piave) |

|                          |           |  |
| Perico 17’ Campanini 31’ | Marcatori |  |

| Arbitro: | Mattei (Macerata) |

|              |           |             |
| Bertuzzo 10’ | Marcatori | 68’ Casarsa |

| Arbitro: | Lattanzi (Roma) |

|               |           |                             |
| Farinelli 59’ | Marcatori | 33’, 45’ Bertuzzo 40’ Salvi |

| Arbitro: | Ciacci (Firenze) |

|           |           |          |
| Salvi 14’ | Marcatori | 82’ Gori |

### Coppa Italia

#### Primo turno - Girone 2
| Arbitro: | V. Lattanzi (Roma) |

|          |           |                 |
| Enzo 42’ | Marcatori | 26’ Cinquepalmi |

| Arbitro: | Toselli (Cormons) |

|                   |           |  |
| Bellotto 46’, 53’ | Marcatori |  |

| Arbitro: | Agnolin (Bassano del Grappa) |

|                             |           |                       |
| Bertuzzo 25’ Del Favero 78’ | Marcatori | 42’ Libera 61’ Bonafè |

| Roma 16 settembre 1973 4ª giornata | Roma             | 0 – 0 | Brescia | Stadio Olimpico\| Arbitro: \| Ciacci (Firenze) \| |
| Arbitro:                           | Ciacci (Firenze) |       |         |                                                   |

| 23 settembre 1973 5ª giornata |  | – Riposo |  |  |

## Statistiche

### Statistiche di squadra
| Competizione | Punti | In casa | In casa | In casa | In casa | In casa | In casa | In trasferta | In trasferta | In trasferta | In trasferta | In trasferta | In trasferta | Totale | Totale | Totale | Totale | Totale | Totale | DR |
| Competizione | Punti | G       | V       | N       | P       | Gf      | Gs      | G            | V            | N            | P            | Gf           | Gs           | G      | V      | N      | P      | Gf     | Gs     | DR |
| ------------ | ----- | ------- | ------- | ------- | ------- | ------- | ------- | ------------ | ------------ | ------------ | ------------ | ------------ | ------------ | ------ | ------ | ------ | ------ | ------ | ------ | -- |
| Serie B      | 36    | 19      | 7       | 10      | 2       | 22      | 12      | 19           | 3            | 6            | 10           | 13           | 24           | 38     | 10     | 16     | 12     | 35     | 36     | -1 |
| Coppa Italia | 5     | 2       | 1       | 1       | 0       | 4       | 2       | 2            | 0            | 2            | 0            | 1            | 1            | 4      | 1      | 3      | 0      | 5      | 3      | +2 |
| Totale       |       | 21      | 8       | 11      | 2       | 26      | 14      | 21           | 3            | 8            | 10           | 14           | 25           | 42     | 11     | 19     | 12     | 40     | 39     | +1 |

### Statistiche dei giocatori
| Giocatore      | Serie B  | Serie B | Serie B     | Serie B    | Coppa Italia | Coppa Italia | Coppa Italia | Coppa Italia | Totale   | Totale | Totale      | Totale     |
| Giocatore      | Presenze | Reti    | Ammonizioni | Espulsioni | Presenze     | Reti         | Ammonizioni  | Espulsioni   | Presenze | Reti   | Ammonizioni | Espulsioni |
| -------------- | -------- | ------- | ----------- | ---------- | ------------ | ------------ | ------------ | ------------ | -------- | ------ | ----------- | ---------- |
| A. Abate       | 1        | 0       | ?           | ?          | -            | -            | -            | -            | 1        | 0      | 0+          | 0+         |
| A. Aceti       | -        | -       | -           | -          | 1            | 0            | ?            | ?            | 1        | 0      | 0+          | 0+         |
| E. Beccalossi  | -        | -       | -           | -          | 3            | 0            | ?            | ?            | 3        | 0      | 0+          | 0+         |
| G. Bellotto    | 31       | 2       | ?           | ?          | 4            | 2            | ?            | ?            | 35       | 4      | ?           | ?          |
| C. Berlanda    | 4        | 0       | ?           | ?          | -            | -            | -            | -            | 4        | 0      | 0+          | 0+         |
| E. Bertuzzo    | 37       | 12      | ?           | ?          | 4            | 1            | ?            | ?            | 41       | 13     | ?           | ?          |
| C. Bilardi     | 4        | 0       | ?           | ?          | -            | -            | -            | -            | 4        | 0      | 0+          | 0+         |
| G. Botti       | 15       | 2       | ?           | ?          | -            | -            | -            | -            | 15       | 2      | 0+          | 0+         |
| L. Cagni       | 35       | 0       | ?           | ?          | 3            | 0            | ?            | ?            | 38       | 0      | ?           | ?          |
| D. Casati      | 37       | 0       | ?           | ?          | 3            | 0            | ?            | ?            | 40       | 0      | ?           | ?          |
| F. Castelletti | 16       | 1       | ?           | ?          | 1            | 0            | ?            | ?            | 17       | 1      | ?           | ?          |
| F. Cinquepalmi | 6        | 0       | ?           | ?          | 4            | 1            | ?            | ?            | 10       | 1      | ?           | ?          |
| A. Del Favero  | 26       | 0       | ?           | ?          | 4            | 1            | ?            | ?            | 30       | 1      | ?           | ?          |
| S. Facchi      | 20       | 2       | ?           | ?          | 3            | 0            | ?            | ?            | 23       | 2      | ?           | ?          |
| G. Fanti       | 27       | 3       | ?           | ?          | 2            | 0            | ?            | ?            | 29       | 3      | ?           | ?          |
| R. Franzon     | 29       | 4       | ?           | ?          | 4            | 0            | ?            | ?            | 33       | 4      | ?           | ?          |
| E. Galli       | 33       | -27     | ?           | ?          | 4            | -3           | ?            | ?            | 37       | -30    | ?           | ?          |
| A. Gamba       | -        | -       | -           | -          | 2            | 0            | ?            | ?            | 2        | 0      | 0+          | 0+         |
| A. Gasparini   | 34       | 0       | ?           | ?          | 3            | 0            | ?            | ?            | 37       | 0      | ?           | ?          |
| S. Jacolino    | 28       | 5       | ?           | ?          | -            | -            | -            | -            | 28       | 5      | 0+          | 0+         |
| V. Marino      | 11       | 1       | ?           | ?          | -            | -            | -            | -            | 11       | 1      | 0+          | 0+         |
| E. Salvi       | 37       | 2       | ?           | ?          | 4            | 0            | ?            | ?            | 41       | 2      | ?           | ?          |
| A. Serpelloni  | 7        | 0       | ?           | ?          | -            | -            | -            | -            | 7        | 0      | 0+          | 0+         |
| R. Tancredi    | 5        | -9      | ?           | ?          | -            | -            | -            | -            | 5        | -9     | 0+          | 0+         |